# 野上八幡宮
野上八幡宮（のかみはちまんぐう）は、和歌山県海草郡紀美野町小畑（しょうばた）にある神社。野上八幡神社と表記されることも多い。旧社格は県社。

## 歴史
欽明天皇13年（552年）、大和国より野上へ八幡神を勧請し、先住の神である国狭槌尊を聖仙山（標高232m）へ遷宮した。永延元年（987年）に石清水八幡宮の別宮となり、万寿2年（1025年）に社殿が造営された。
ただし、『八幡宮歴代記』によると、神功皇后が息子の品田和気命を伴って三韓征伐から凱旋しようとした時、義理の息子の麛坂皇子・忍熊皇子兄弟が兵を起こした。その際に難波で武内宿禰に品田和気命を預け、自らは紀伊国衣奈浦に上陸してこの聖仙山麓の地を臨時の頓宮としたという。この地はその跡とされる。
天文10年（1541年）の根来寺衆徒の来襲によって社殿、財宝、文書などが焼失した。弘治3年（1557年）近江国出身の本願坊真賢が社殿・堂舎の再建を決意し、野上荘をはじめ各地に勧進を行って復興させた。元亀元年（1570年）には宝蔵・若宮殿・護摩堂が再建され、天正元年（1573年）には別当寺として東に本願寺、西に神宮寺が建立されている。
天正13年（1585年）の紀州征伐を終えた羽柴秀吉に社領を没収されたが、慶長6年（1601年）に浅野長政が社領として3石を寄進し、鳥居や神輿を奉納、放生会などの神事を復興するよう命じた。
元和5年（1619年）に紀州藩主となった徳川頼宣は社領を安堵して諸種の神具を寄進した。頼宣は4度社参しており、内外鳥居の再建、絵馬額の奉納、石灯籠の寄進などを行っている。第6代藩主・徳川宗直は延享2年（1745年）に、第7代藩主・徳川宗将は宝暦8年（1758年）にそれぞれ絵馬額を奉納している。
享和2年（1802年）本願寺第9世・快山（柴目村出身）の発願で多宝塔の再建に着手し、文化2年（1805年）に完成。
1869年（明治2年）の神仏分離令により境内から本願寺、神宮寺、不動堂、本地堂が撤去された。1871年（明治4年）の太政官令で定められた氏子区域は野上荘全域（旧東中南北の四野上と小川村の西福井、奥佐々）であった。
1873年（明治6年）村社、1884年（明治17年）郷社、1916年（大正5年）県社となった。1908年（明治41年）から和歌山県は神社整理に着手し、無格社173社を合祀することとなった。1926年（大正15年）多宝塔が売却された。
1957年（昭和32年）から3年間を掛けて本殿・拝殿・武内社殿・平野今木社殿・高良社殿などを1,500万円で解体修理している。

## 祭神
- 主祭神 - 品田和気命、息長帯姫命、玉依姫尊

## 境内
- 本殿（重要文化財） - 弘治3年（1557年）再建。三間社流造。
- 拝殿（重要文化財） - 天正元年（1573年）再建。一重入母屋造。
- 中門
- 武内神社（重要文化財） - 天正元年（1573年）再建。一間社流造。
- 平野今木神社（重要文化財） - 弘治3年（1557年）再建。三間社流造。
- 高良玉垂神社（重要文化財） - 天正元年（1573年）再建。一間社流造。
- 舞殿
- 絵馬殿（和歌山県指定有形文化財） - 安土桃山時代の建立。元々は舞台であったが江戸時代中期に雅楽が絶えたため床を取り除いて絵馬殿となった。
- 社務所
- 鐘楼 - 神仏習合時代の名残。

## 文化財

### 重要文化財
建造物
- 本殿 付：棟札1枚
- 拝殿 付：棟札3枚
- 武内神社社殿 付：棟札1枚
- 平野今木神社社殿 付：棟札5枚
- 高良玉垂神社社殿 付：棟札1枚

美術工芸品
- 赤銅烏頸太刀 銘真長

### 和歌山県指定有形文化財
- 絵馬殿

### 紀美野町指定無形民俗文化財
- 野上八幡宮獅子舞（野上八幡宮獅子舞保存会）

## 祭事
- 1月1日 - 歳旦祭
- 1月10日 - 十日戎（末社・恵美須社の例祭）
- 1月15日 - 古神札焼納式
- 2月3日 - 節分祭
- 2月17日 - 祈年祭
- 4月1日 - 新入学児奉告祭
- 4月15日 - 春祭・招魂祭
- 6月30日 - 大祓式
- 7月第3日曜日より一週間 - 祇園祭（末社・須佐神社の例祭）
- 祇園祭の翌日 - 夏祭
- 10月15日に近い日曜日 - 秋季例祭
- 11月15日 - 七五三詣で
- 11月23日 - 新嘗祭
- 12月初卯の日 - 神火祭
- 12月31日 - 大祓式・除夜祭

## 交通アクセス
- 大十バス「野上八幡宮」下車すぐ